# ピンクサロン

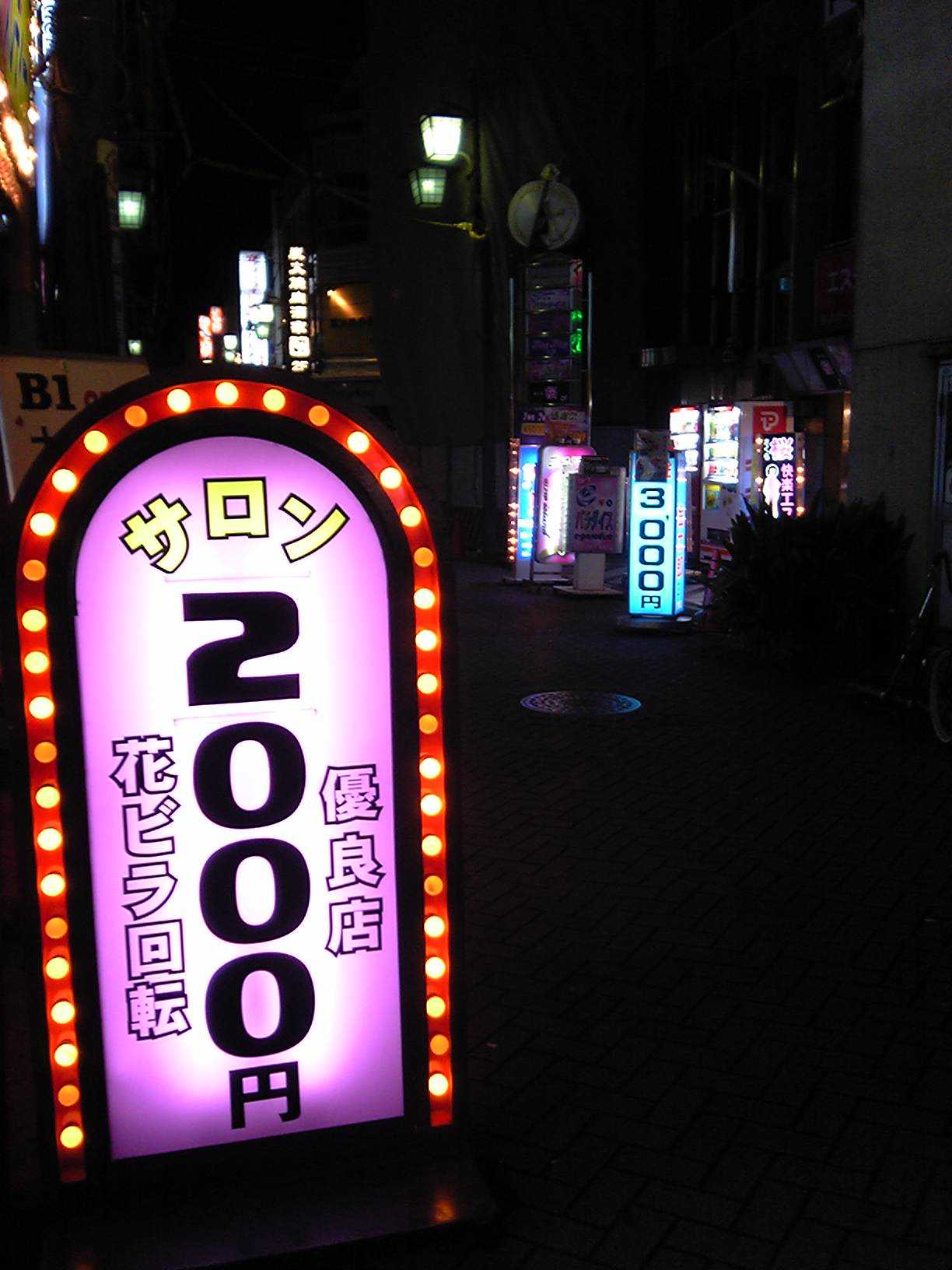
ピンクサロン（イメージ）

ピンクサロン（和製英語: pink salon）は、女性店員がフェラチオを主とした性的なサービスで接客する風俗店。ソフトドリンクやアルコール飲料も提供される。略してピンサロと呼ばれ、同義語にピンキャバがある。また、乳房に特化した「おっパブ」（おっぱいパブ、セクシーキャバクラとも）などもある。
「御三家」と呼ばれる大手グループが全体の半数を実質経営している。

## 歴史
発祥は1960年とされている。「ピンクキャバレー」や「ネグリジェサロン」などと呼ばれるおさわり専門の業態に、口での“抜き”（フェラチオ）サービスを取り入れて現在の形が完成した。有名店としては荻窪『ナックファイブ』を筆頭とした『ナック系』がピンクサロン業界最大手。2022年12月摘発された孔明グループとはライバル関係にあたる。同じくライバル関係に五反田を発祥とする『アップワード』が存在する。これらはピンサロ御三家と呼ばれ関東のピンクサロン、半分はこの御三家だけで成り立っている。とりわけその大半は荻窪、吉祥寺、高円寺、立川、八王子、池袋、新宿、五反田、蒲田に集中して出店している。

## 立地
多くはJR、私鉄の駅周辺の繁華街に立地している。入口付近にネオンサイン等の店名入りの看板（料金だけが書かれたものもある）が置かれ、キャバクラなどと同様に店員やフリーのキャッチが客引を行う店舗もある。雑居ビルの一テナントとして入居していることが多い。

## 一般的な店内の様子
個室が設けられていないため、ある程度の間仕切りを伴ったブースでサービスが行われる。
出勤している女性の写真が源氏名に番号付きで貼られており（地域、店舗によっては写真の掲示はない）、好みの女性がいる場合はここで指名する（別途料金が発生）。指名をしない「フリー」での入場も可能である。但し、この場合指名料が入らないため、フリーの客に対して“地雷”と呼ばれる女性を付ける店もあるが、新規客層の獲得をするためにフリーの客でも人気嬢を付ける店もある。入店時に爪の伸び具合をチェックされ、客の手の消毒用に消毒液を備えている店舗もある。
店内は暗く、音楽が大音量で流されている。曲は派手でアップテンポな曲が多い。これは、個室でのサービスではないため他の客の会話や脱衣に配慮されたものである。
シートは横長のベンチシートが一般的だが、靴を脱いであぐらをかいたり横になったりできるフラットシートの店舗もある。席に着くとすぐに飲み物が提供される。一般的には飲み物は無料であるが、アルコール飲料のみ有料とする店舗もある。

## 一般的なシステム
深夜営業の届け出をしている店舗は多くなく、営業時間は夕方16時頃から深夜1時位の店舗が多いが、早朝（7時前後）や正午前後から営業する店も存在する。料金は5000円 - 8000円程度で、時間帯によって料金がスライドして高くなっていく。ピンクサロンが集中する地域では2000円程度からの格安店も存在する（※朝またはイベント限定）。なお、主要都市以外の地方では1万円前後するところもある。サービス時間は30分 - 45分辺りが主流で、店によっては割増し或いは延長料金によって60分 - 120分までのコースを選択できる。
通常、店内はブースごとに席が分かれており、原則女性従業員がマンツーマンで接客する。店によっては時間中に複数の女性従業員が入れ替わりサービスを行う「花びら回転」というシステムも存在する。花びら3回転の店の場合、3回射精できるため、射精1回当たりの料金は他の風俗と比べて格段に安い。
キスを中心とした軽いスキンシップの後、お絞りやウェットティッシュで客の陰部が清拭され、手コキまたはフェラチオを基本として、クンニリングス、シックスナインサービスを行なう女性でも、ヘルプに入った場合やハッスルの客には行なわない場合もある。サービス中、コンドームを着用する店・しない店、また女性従業員が服を脱ぐ店・脱がない店など、地域や店舗によって、または女性によってサービス内容が異なる。
フェラチオの後、口内に射精（口内射精）させるサービスが一般的である。サービス時間が終了すると、最後に付いた女性の見送りを受けて退店する。

## 法律上の位置づけ
ピンクサロンは性的サービスが行われるため、事実上の性風俗店の一種であるにもかかわらず、風俗営業を定めた風営法においては、性風俗店を分類した「性風俗関連特殊営業」ではなく、「接待飲食等営業」のうちの「1号営業」の一種とされている。すなわち、法律上ではピンクサロンは、キャバクラやホストクラブなどと同様、従業員が客を接待する形態の「飲食店」とみなされている。
「1号営業」として営業するがゆえ、店内で見通しを妨げるような仕切りや衝立を設置できず、それでいて公然と性的サービスが実施されているため、常に公然わいせつ罪が成立する余地がある、極めてグレーな業態となっている。

## 摘発事例

### 2024年（令和6年）10月9日の大阪
2024年（令和6年）10月9日、大阪府で「学校坂堺東店」（堺市堺区）、「学校坂3年K組」（大阪市都島区）、「京橋コスプレアイドル学園」（大阪市都島区）の三店舗が摘発された。MBSとTBSではいずれの店舗も「飲食店」、朝日新聞では「風俗店」、産経新聞では「ピンクサロン」と報じている。「京橋コスプレアイドル学園」については、法律で経営が禁止されている病院の敷地から200ｍ以内の区域にある風俗店だったとして、この店舗の従業員の男2人は風営法違反で逮捕されている。3店舗の逮捕者は男女合わせて18人で全裸で接待を受けていた客3人も含め、主に公然わいせつ罪で逮捕されている。公然わいせつでの逮捕理由についてMBSは警察発表として「ボックス席で女性従業員と男性客が全裸でわいせつな行為をしていて、席ごとの間仕切りは高さ１ｍほどしかないため、互いに裸が見える状態になっていた」としている。
なお、仕切りの高さが1mであった理由は風営法第7条の規定と警察庁からの通達に基づくものである。

## ピンクサロンに関連する用語
- ピンサロ嬢 - ピンクサロンで接客することを職業とする女性。略して「嬢」とも。
- ランキング - お店のホームページにキャストの本指名数が高い順に掲載され顧客が指名する際参考にされている。
- 新規(ご新規) - 来店が初めての顧客。
- 花びら回転 - 女性器を花びらに見立て、時間内に数人の女性が入れ替わるサービス。元祖は五反田のピンクサロンであると伝えられている[10]。
- ヘルプ - 花びら3回転の場合に於いて、2番目にサービスに付く女性従業員。
- 店外 - 店外デートのこと。キャバクラなどと違い風俗業界では原則的に禁止されており、勧誘した客は入店禁止、女性従業員は退店になるのが建前である。しかし、女性（特に早番にされて収入が減った女性従業員）が客を勧誘して個人的に売春行為を行なっている場合もある。
- フリー - 顧客が接客女性を指名しないこと。指名料が掛からないものの、不人気な女性や新人がつくことが多いが、基本的には空いている嬢が付く。
- 地雷 - 容姿、スタイル、サービスの劣る女性のこと。指名せずフリーで入店した場合指名料が不要だが、地雷が割り当てられてしまう可能性が高くなる。店舗によっては著しく容姿の劣る女性もフリー顧客担当として採用していることもある。
- 指名 - 顧客が嬢を選ぶこと。指名料が必要となる。
- 本指名 - 他の風俗店やキャバクラ同様のシステムで、写真指名やネット指名ではなく、以前に接客されたことのある嬢を指名すること。女性への報酬やインセンティブがフリーや写真指名よりアップする。
- NK流 - 「西川口流」とも。2000年代中頃までの西川口地域のピンクサロンやヘルスは本番（性行為）サービスを行う店が多く存在していたことに由来し、本番サービスのことを示す。また、本番サービスを行うピンクサロンは本番サロン（本サロ）と言われることが多い[注 5]。
- キャンパスパブ - 主に愛知県で使われている名称。ピンクサロンの名称ではイメージが悪い、ということでこの名称を用いている。
- フラワータイム - サービス終了5分前を示す。
- 社交さん - 接客する女性従業員のこと。ピンサロ嬢が職業を指す言葉であるのに対し、社交さんは店内での役割として使われる。
- ゲンダイデー - 日刊ゲンダイに自店の広告が出ている日に行われる割引システム。
- 改装工事 - 警察の取り締まりによって休業を余儀なくされたときに使う言い訳。
- 早番・遅番 - 早朝或いは12時開店の店では勤務がシフト制になっており、12時開店の店の場合18時に交代する。早番の時間帯は客が少ないため、遅番の女性従業員より歩合給が少ない。早番の女性従業員には主婦のアルバイトもいるが、風俗専業の女性が早番にシフトされた場合、収入の減少を補うために夜間は別の風俗店[注 6]で働くこともある。
- ごっくん - 精液を飲み込むこと。女性によっては行うこともある。
- 時短 - 指名をしない顧客や、指名客が待機している場合は、サービス時間が短縮されて効率化を図ることもある。
- ブラックリスト - 店内で暴れたり、本番行為を求めたりした者を出入り禁止にする。場合によっては身分を証明するものを取られる。

## 性感染症の危険性について
個室で素股や本番行為などが行われ客との性器の接触が多いヘルスの方が性感染症に罹患する確率が高くなる。しかし、口でサービスするオーラルセックスでも感染する可能性があるため、定期的な性病検査をしっかり受けている優良店でサービスを受けたほうが安心できる。
定期的に性病検査をしても、性病検査後に客から性病を移された場合、その女性従業員を通して次の客へ、また次の客へと感染する。また、女性従業員が定期的な検査を受けて性病に感染した事が判明した場合、完治するまで仕事を休み、人に感染させないと病院から診断されてから出勤していればよいが、経済的理由やシフト上の規約で、完治しないまま出勤している場合、利用客に感染する事がある。性病に感染しないためには、コンドームを付け、オーラルセックスを避け、体液や粘膜（膣、肛門、尿道、口腔、目、鼻腔）に接触しないことである。

### ピンクサロンにおける感染予防対策
プレイ前はイソジンや次亜塩素酸水などを使用している。
イソジンは細菌、真菌、ウイルスなど広範囲の微生物に対し、迅速な殺菌・消毒効果を発揮する殺菌消毒薬である。のどの洗浄（うがい）をすることにより多くの細菌から感染予防に効果的として、フェラチオサービスを主とするピンクサロンでは必需品となっている。客の射精後に女性が離席し、イソジンでのうがいが義務づけられている店舗が多い。
予防には感染源に接触しないコンドームを利用することが最適なので、サービス前の衛生器具の使用が推奨される。

### 代表的な症状に対する診察方法と主な対策
クラミジア感染症
クラミジア感染症は国内で最も多い性病の一つ。症状としては性器のかゆみや臭いがきつくなる、小便に膿が混じるといった症状が出る。8割の女性、5割の男性が自覚症状がない。そのため知らず知らずに恋人などにも感染経路を広げてしまう危険性を内在する厄介な性病である。放置すると菌が奥へ感染拡大してしまうため、子宮内膜炎の罹患もあり得る。
クラミジアは偏性細胞内寄生体という、宿主に依存することでしか生きていけないウイルスであるため、粘膜同士の接触（素股）以外では感染することはない。
淋病
オーラルセックスやフェラチオによる粘膜接触で感染する性病。感染すると性器の膿や激痛、喉の場合は腫れや発熱などを伴う。放置していると男性は無精子症、女性は不妊症に陥るケースもあり、特に女性は自覚症状がないために発見が遅れるケースがある。
淋病はクラミジアと併発するケースが2–3割と多く、また感染率も30 %と高いため定期的な検査が必要である。クラミジア・淋病ともにジスロマック・ジェネリックなどの抗生物質を服用することで1週間程度で完治する。ただ完治前に症状が治まったと思いこんで放置してしまうと耐性菌が増殖してしまう場合があるので、治まったあとも1週間程度服用する必要がある。

### 海外のピンクサロン事情
欧米ではピンクサロンだけを主としたサービスは存在せず、日本特有。性行為の一環にフェラチオ行為が行われることがある。様々な病原菌対策としてコンドームは絶対に付けることが常識となっている。

## ピンクサロンが登場する作品
- ピンクサロン好色五人女 - 1978年公開された日活制作の映画。井原西鶴の浮世草子「好色五人女」の舞台を現代のピンサロに置き換えた。
- ドメスティックな彼女 - 2014年から2020年まで週刊少年マガジンに連載された流石景の漫画。15巻で、主人公がピンサロを訪れると、担当嬢が知人の女子大生だったのでサービスを受けなかった。
- ピンサロスナイパー - 2018年から2020年まで週刊漫画ゴラクに連載されたたべ・こーじの漫画。昼はOL、夜はピンサロ嬢の主人公。このピンサロは裏で「恨みを晴らす稼業」を行っており、主人公は狙撃などの方法で仕事を完遂する。依頼人からは、通常のピンサロサービスを受けてもらいながら話を聞く（依頼人が女性の場合はレズプレイとなる）。